# Лослакакикэ
Лослакакикэ (устар. Луслака-Кикя) — река в России, протекает по территории Ямало-Ненецкого автономного округа. Устье реки находится в 66 км по левому берегу реки Сяльчальнярылькы. Длина реки составляет 54 км. В 18 км от устья, по левому берегу реки впадает река Амнанярыльчипы-Кикэ.

## Данные водного реестра
По данным государственного водного реестра России относится к Нижнеобскому бассейновому округу, водохозяйственный участок реки — Таз. Речной бассейн реки — Таз.
Код объекта в государственном водном реестре — 15050000112115300064713.